# Лозинська Леся Олександрівна
Леся Олександрівна Лозинська (нар. 23 червня 1962, Київ) — українська дипломатка. Генеральний Консул України в м.Санкт-Петербург.

## Життєпис
Народилася 23 червня 1962 року у місті Київ. У 1985 році закінчила Київський державний університет ім. Т.Шевченка, історичний факультет; Національна академія внутрішніх справ України (2000), спеціальність «Правознавство». Кандидат історичних наук.
У 1979–1992 рр. — працювала старшою піонервожатою та вчителем історії у середніх школах в Києві та бібліотекарем в місті Краснодар;
У 1993–1996 рр. — робота у приватних структурах у Києві;
У 1996–1997 рр. — спеціаліст І категорії, провідний спеціаліст, експерт Кабінету Міністрів України;
У 1997–1999 рр. — головний спеціаліст Національного бюро розслідувань України;
У 1999–2000 рр. — головний консультант, головний консультант-інспектор Головного управління організаційно-кадрової роботи Адміністрації Президента України;
У 2000–2004 рр. — старший референт, третій секретар, другий секретар Посольства України в Росії;
У 2004–2005 рр. — головний консультант Головної служби зовнішньої політики Секретаріату Президента України;
У 2005–2010 рр. — головний консультант, заступник керівника департаменту — завідувач відділу двостороннього співробітництва Головної служби з питань міжнародного співробітництва Секретаріату Президента України;
У 2010–2013 рр. — заступник керівника управління — завідувачка відділу двостороннього співробітництва Головного управління міжнародних відносин Адміністрації Президента України;
У 2013–2014 рр. — заступник Керівника Головного управління з питань міжнародних відносин Адміністрації Президента України — керівник управління двостороннього співробітництва;
У 2014–2015 рр. — заступник керівника департаменту зовнішньої політики — завідувачка відділу двостороннього співробітництва Головного департаменту зовнішньої політики та європейської інтеграції Адміністрації Президента України;
З травня 2015 року — Генеральний консул України в Санкт-Петербурзі.

## Автор праць
- Громадсько-політична діяльність В. К. Винниченка в дореволюційний період [Текст] / Л. О. Лозинська. — К. : Знання, 1999. — 31 с. — Библиогр.: с. 27-31. — ISBN 966-618-060-X
- Державотворча діяльність В. К. Винниченка (березень 1917- вересень 1920 рр.) [Текст]: автореф. дис… канд. іст. наук: 07.00.01 / Лозинська Леся Олександрівна ; Київський ун-т ім. Тараса Шевченка. — К., 1996. — 26 с.

## Нагороди та відзнаки
- Орден княгині Ольги ІІІ ступеня (2009)[4]